# 城島城
城島城（じょうじまじょう）は、福岡県久留米市にあった日本の城（平山城）。
10世紀頃、城島に勢力を持った城島氏はこの地に小さな城館を持っていたが、やがて同氏は城島の中心部を離れ、豊饒氏が城島に本拠を構えた。その豊饒氏が上妻郡兼松城へ移住すると、16世紀の終わりに西牟田氏がここに本格的な城砦・城島城を築いた。

## 概要
筑後川左岸の自然堤防上に位置し、対岸は肥前国になる。本丸は38間四方で周囲に堀が巡り、その外側に東西48間・南北32間の二の丸があった。二の丸や3つの櫓などもさらに川や堀で囲まれる構造であった。
天正11年（1583年）に西牟田新助家親が当城を築城し、生津城より居城を移した。「西牟田家周」（読みが「家親」と同じ「いえちか」）が城島城を築城したと記した史料もあるが、佐賀藩西牟田系図には当時の西牟田家当主は「家親」とあり、家親が築城したと考える方が正しいと思われる。ちなみに同系図では、「家周」は家親の祖父・鎮豊の弟である。
当時西牟田氏は佐賀の龍造寺氏に属していたが、天正12年（1584年）龍造寺氏の当主・龍造寺隆信が島原半島沖田畷の戦いで、島津氏・有馬氏連合軍と戦って敗死したので、筑後の雲行きは一気に怪しくなった。豊後の大友宗麟（義鎮）はこれを千載一遇の好機ととらえ、失地回復を目指して、田原親家・田原親盛を大将に7000の軍勢を豊後から、猛将・立花道雪、高橋紹運が率いる軍勢4500を筑前から、それぞれ筑後へ侵攻させてくる。
天正12年（1584年）8月28日(諸説あり)、城島城も大友軍の攻撃を受けた。
『筑後国史』によると西牟田新助家親は、弟の新右衛門家和に、「いかに戦国の世とは言え、昨日までの味方が島津や大友に媚びてその手先となるは口惜しき次第。今こそ不義の賊どもを滅ぼし、これがかなわなければ潔く死んで、忠義の重さを天下に示さん」と言ったという。すると弟は、「仰せのとおり。この一戦を戦うは武門の冥利につきます」と答え、一族、家士ら300騎を指揮して、弓、鉄砲を撃ちかけ、長刀、槍の切っ先を揃えて大勢の敵の中へ分け入って火花を散らして戦った。大友方は道雪が一族の立花鎮実（戸次右衛門大夫）を将として800の別働隊を率いて坂東寺に入り城島城を攻めた。立花勢は鎮実以下、竹迫鑑種（竹迫日向守）と安倍親常（安倍六弥太）らが勇戦して数人を討ち取ったが、城主西牟田家親と西牟田家和兄弟の率いる城兵の激しい抵抗に遭った。立花勢は劣勢で、道雪は味方の危機を救うため増援部隊を送ったが、そこへ龍造寺政家の援兵が到着したので、100余りの死傷者を出して髙良山へ撤退した。立花勢の大将、戸次右衛門太夫も、この時戦死したと多くの書物が記しているが、異説もある。
西牟田兄弟の武勇と城島城の堅固さは、九州に響いたという。
しかし翌天正14年（1586年）、今度は九州統一を目指す島津氏3万の軍勢が北上、城島城も猛攻撃を受けた。西牟田勢はこれを防いで戦ったが、ついに落城し、西牟田兄弟も夜陰にまぎれ肥前に落ちたという。ここに、400年続いた西牟田氏による西牟田支配は終焉することとなる。
その後天正15年（1587年）の九州国分で当城は立花宗茂の所領に入り、家臣・薦野増時が城代に任命されている。
慶長6年（1601年）には田中吉政が筑後一国を受領し、家臣の宮川十丸が当城の城代となった。その後、元和元年（1615年）の一国一城令で廃城となった。
廃城後、石垣や石材、材木などが久留米城の修築に利用されたという。現在、跡地には天満神社や城島町立城島小学校が建っている。明治期まで堀が残っていたが、1912年（大正元年）に城島小学校の運動場を拡張した際に埋められたため、現存する遺構はない。